# TVB星河頻道電視劇集列表 (2018年)
本頁列出2018年由香港TVB星河頻道所播放的劇集。

## 往年節目
天天天晴、女王辦公室、依家有喜、誰家灶頭無煙火、結·分@謊情式、愛·回家_(第一輯)、叛逃、法證先鋒、八卦神探、刑警、刑事情报科、争分夺秒、囧探查过界、勇探实录、谈情说案、飛女正傳、庙街·妈·兄弟、流金岁月、五味人生、大药坊、守业者、团圆、翻叮一族、寒山潜龙、醋娘子、九江十二坊、名门暗战、我们的郑少秋：大时代、我们的黎明：天涯歌女、我们的宣萱：戆夫成龙、我们的刘德华：老洞、我们的郭富城：廉政行動組、我们的汪明荃：我的野蛮奶奶、我们的周润发：火凤凰、我们的梁朝伟：挑战、我们的赵雅芝：播音人、我们的蓝洁瑛：大时代、天龙八部、射雕英雄传、神雕侠侣、倚天屠龙记、侠客行、笑傲江湖、碧血剑、鹿鼎记、英雄贵姓、强剑、怒剑啸狂沙、天龙神剑、方世玉与乾隆皇、嬴单传奇、雪山飞狐、天龙八部、射雕英雄传之铁血丹心、紫禁惊雷、巾帼枭雄之义海豪情、东山飘雨西关晴、On Call 36小时II、爱我请留言、天幕下的恋人、情牵百子柜、载得有情人、单恋双城、宠物情缘、挞出爱火花、恋爱星求人、幸福摩天轮、心花放、溏心风暴、酒店风云、忠奸人、岁月风云、怒火街头、老表，你好hea！